# Aūa
Aūa är en ort i Amerikanska Samoa (USA).   Den ligger i distriktet Östra distriktet, i den västra delen av landet, 4 kilometer öster om huvudstaden Pago Pago. Aūa ligger 14 meter över havet och antalet invånare är 2 124. Den ligger på ön Tutuila Island.
Terrängen runt Aūa är lite kuperad. Havet är nära Aūa åt nordost.  Närmaste större samhälle är Pago Pago, 4,2 kilometer väster om Aūa. 